# V(D)J-Rekombination
Die V(D)J-Rekombination (auch als somatische Rekombination bezeichnet) ist ein genetischer Umlagerungsprozess an der DNA von Wirbeltieren, der für die Variabilität der von den B-Zellen gebildeten Antikörper (auch Immunglobuline genannt), der B-Zell-Rezeptoren, sowie der T-Zell-Rezeptoren sorgt. Sie spielt eine entscheidende Rolle für das adaptive Immunsystem, indem sie die Erkennung einer Vielzahl von Antigenen bakterieller, viraler oder parasitärer Herkunft ermöglicht.
Es handelt sich um einen der wenigen bekannten Prozesse, bei dem die Erbinformation (DNA) in somatischen, proliferierenden Zellen planmäßig, sozusagen ‚absichtlich‘, verändert wird.

## Funktion

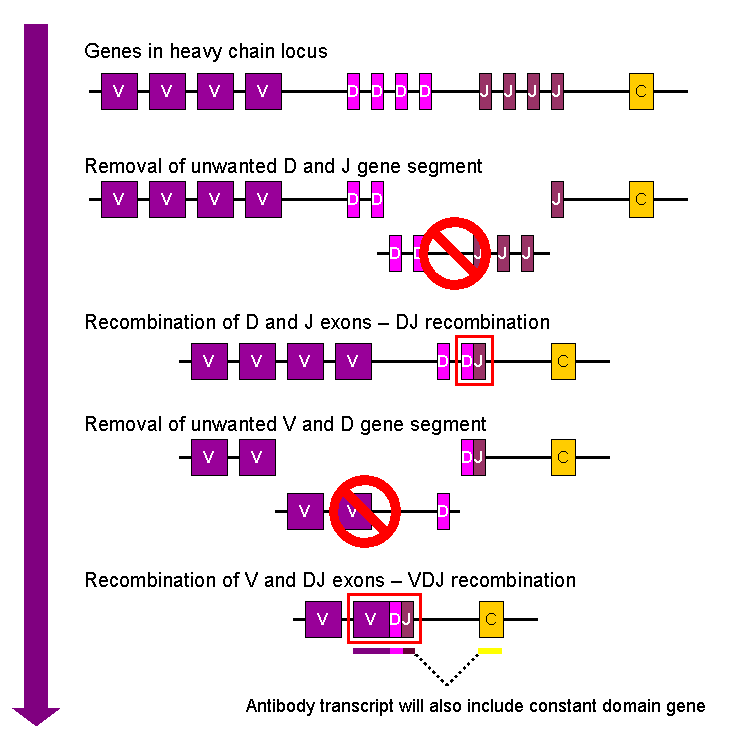
Überblick über die Rearrangierung der schweren Kette von Immunglobulinen bzw. der β-Kette des T-Zell-Rezeptors

Während der Entwicklung einer B-Zelle werden die Gene für die leichten und die schweren Ketten der Antikörper und T-Zell-Rezeptoren als zufällige Auswahlen von unterschiedlichen bereitstehenden DNA-Abschnitten zusammengefügt, rekombiniert.
Die variablen Anteile beider Ketten (V-Regionen) setzen sich aus verschiedenen Abschnitten zusammen. Dies sind die V-Segmente und J-Segmente im Falle der leichten Ketten und zusätzlich zu diesen beiden die D-Segmente im Falle der schweren Ketten. Von jedem Segment gibt es im Genom mehrere Varianten, von denen jeweils eine im fertigen Gen wiederzufinden ist. Diese Rekombination geschieht nur einmal pro Zelle und es ist dem Zufall überlassen, welches Allel, d. h. welches Gen auf homologen Chromosomen (von Mutter oder Vater), zuerst rekombiniert wird. Die Rekombination eines Allels inhibiert im Erfolgsfall (s. u.) die Bearbeitung des zweiten Allels („allele Exklusion“).
Zusätzliche Variabilität entsteht als junktionale Diversifizierung, weil beim Schneiden und Zusammenfügen die Schnittstellen nicht genau vorgegeben sind und außerdem zufällige Nukleotide eingebaut werden können. Zudem können verschiedene leichte und schwere Ketten miteinander kombiniert werden. Letztendlich gibt es (ohne junktionale Diversifizierung und somatische Hypermutation) ungefähr 1,92 Millionen Kombinationsmöglichkeiten zur Bildung von Immunglobulinen.

## Genetischer Hintergrund
Die von einer B-Zelle hergestellten Immunglobuline bestehen grundlegend aus zwei identischen langen (schweren, engl.: heavy) H-Ketten und zwei identischen kurzen (leichten, engl.: light) L-Ketten (κ- oder λ-Kette). Diese Ketten haben jeweils einen konstanten (C-) und einen variablen (V(D)J-)Anteil.
| Kette   | Genort       | Domänen    |
| ------- | ------------ | ---------- |
| h-Kette | Chromosom 14 | VH, DH, JH |
| κ-Kette | Chromosom 2  | VL, JL     |
| λ-Kette | Chromosom 22 | VL, JL     |

κ- und λ-Locus unterscheiden sich in der Anordnung der V-, J- und C-Segmente: Während im κ-Locus V- und J-Segmente in Clustern vorliegen (es gibt nur ein C-Segment), sind es im λ-Locus vier J-C-Paare. Der schwere-Ketten-Locus entspricht in seiner Organisation dem κ-Locus, enthält aber mehrere C-Segmente und zwischen V- und J-Cluster ein D-Cluster. In allen Fällen ist jedem V-Segment ein L-Segment (leader) vorangestellt, das die Signalsequenz für die Translokation ins raue endoplasmatische Retikulum darstellt.
Der T-Zell-Rezeptor besteht aus α- und β-Kette, wobei erstere der leichten Kette der Immunglobuline ähnelt, letztere einem Fragment (dem Fab-Fragment) der schweren Kette.
| Kette   | Genort       | Domänen    |
| ------- | ------------ | ---------- |
| α-Kette | Chromosom 14 | Vα, Jα     |
| β-Kette | Chromosom 7  | Vβ, Dβ, Jβ |

Der Genort bezieht sich auf den Menschen.
Der Name V(D)J-Rekombination leitet sich dabei von der englischen Bezeichnung für die einzelnen rekombinierten Genabschnitte ab (V – variable; D – diversifying; J – joining). Hinzu kommt in jedem Fall noch ein C-Bereich (C – constant). Dabei ist der variable Bereich bestimmend für die Antigenerkennung, während der konstante Bereich die fünf Immunglobulinklassen festlegt bzw. beim T-Zell-Rezeptor für die Membranverankerung verantwortlich ist.
Das große Repertoire an Immunglobulinen und T-Zell-Rezeptor-Spezifitäten, das die Größe des Genoms sprengen würde, wenn für jedes Molekül ein eigenes Gen vorliegen würde, wird unter anderem dadurch realisiert, dass die einzelnen Gensegmente (V, D, J) vor der Neuordnung (englisch rearrangement) in mehreren Kopien vorliegen, die während der Reifung der Lymphozyten in der Art eines Zahlenschlosses beliebig miteinander kombiniert werden können.
| Segment | H-Kette | κ- und λ-Kette | α-Kette | β-Kette |
| ------- | ------- | -------------- | ------- | ------- |
| V       | 40      | 40 / 30        | ≈ 70    | 52      |
| D       | 25      | –              | –       | 2       |
| J       | 6       | 5 / 4          | 61      | 13      |

Daneben gibt es eine Reihe von Pseudogenen, die für das Rearrangement zur Verfügung stehen, aber keine funktionsfähige Kette bilden können.

## Ablauf

### Immunglobuline
Bei dem Rearrangement der schweren Kette findet zuerst die Verknüpfung eines D- und eines J-Segments statt, bevor diese an ein V-Segment angefügt werden und mit diesem ein gemeinsames Exon bilden. Im Fall der leichten Kette (ohne D-Segment) kann sofort die Verbindung von V- und J-Segment erfolgen.
Die so erzeugte V-Region ist durch ein Intron von der C-Region getrennt, die Zusammenführung erfolgt also nach der Transkription durch Spleißen.
Der Rekombinationsstatus ist ein Kriterium zur Festlegung des Stadiums der B-Zell-Reifung.